# Willie Torres (Sänger, 1929)
William Manuel Ramón Torres (* 30. Oktober 1929 in New York City; † 13. August 2020 in Clermont, Florida) war ein puerto-ricanischer Sänger.
Torres begann seine musikalische Laufbahn 1943 als Mitglied von Pappy Ali y sus Rumberos, denen er vier Jahre lang angehörte. Nach deren Auflösung 1947 arbeitete er als Truckfahrer für das New Yorker Garment Center. Ab 1952 gehörte er zunächst dem Nick Jiménez Quintet dann dem Joe Panamá Quintet an. Von 1954 bis 1956 war er Leadsänger im Joe Cuba Sextet.
Dieses verließ er, um sich dem José Curbelo Orchestra anzuschließen. Nach dessen Auflösung 1959 arbeitete Torres zunächst selbständig, bis er sich 1961 Charlie Palmieri y  Su Charanga "La Duboney" anschloss. Diese Zusammenarbeit währte bis Mitte der 1960er Jahre, und 1966 kehrte Torres zum Joe Cuba Sextet zurück. 1970 zog er sich von den Liveauftritten zurück und nahm eine Arbeit als Busfahrer auf. Er wirkte aber auch danach als Solo- oder Chorussänger an einigen Plattenaufnahmen mit. 